# 中共中央直属机关经济建设部
中共中央直属机关经济建设部（对外称新中国经济建设公司），是已撤销的中共中央办公厅下属单位。

## 沿革
1947年5月，以刘少奇为书记的中共中央工作委员会进驻河北省西柏坡后，中共中央党校校务部与其他单位的人员组成中共中央工作委员会供给部，驻西柏坡附近的峡峪村，部长为牟泽衔，副部长龙许、王大甫，下设经建处（起初称修建处），处长由王大甫兼。供给部经建处开办了副食作坊以及手工卷烟厂，以保证供给。1948年5月，中共中央机关进驻西柏坡。中央各部委机关分驻西柏坡周边一百多个村子。机关及人员突增使西柏坡农村吃住条件紧张。为此，朱德号召搞好“机关生产”。“机关生产”是解放区特有的经济成分——自给经济，又称“革命家务”，产生于1940年代陕甘宁边区的大生产运动，各机关通过自己生产，自给自足地解决机关及其人员的办公及生活供应。这种经济成分一直延续到中华人民共和国成立后的1953年。毛泽东在西柏坡对此有指示：“全国胜利后，整个国家财政可能遭遇严重困难。今后，机关部队生产必须发扬延安时代自己动手，艰苦奋斗，经之营之，创造革命家务的作风，不要吃现成饭，更不要接管现成的国营大企业。”。
1948年7月，在西柏坡就成立中共中央直属机关经济建设部的问题，中共中央办公厅多次召集杨尚昆、薛暮桥、赖祖烈、何松亭、邓典桃、邓洁、贺生祥等人召开座谈会，最后由邓浩于7月29日草拟了《关于成立中央直属机关经济建设部工作的初步方案》，报朱德审阅通过。方案分三部分：（一）方针任务；“中央机关直接经营生产企业，系公营性质，合作社经营性质，长期的永久的发展下去。在取得国家有力支持下，与国营经济密切配合起来，从积极努力发展生产。对建设国家有所贡献，对中直机关改善生活要负责保证。”“其目的为：发展社会经济，创造中央产业，改善机关生活，培养经建干部。”（二）组织机构：中央特成立中央直属机关经济建设部，专门负责经营和管理“经建工作”。“中直经济建设部隶属于中央办公厅。由中央副秘书长直接领导，与中直供给部分工，经建部组织生产，供给部保证供给。中直经建部所领导经营的各种事业，对外公开用‘新中国经济建设公司’名义，以企业化形式出面。”（三）进行步骤：方案详述了生产计划、经营方式、工作原则、筹划资金、组织人力、红利分配原则等。
该方案获中央批准后，中共中央办公厅指定专人筹备，以中直供给部经建处全体人员和中央行政处大部分人员为基础，正式成立中共中央直属机关经济建设部，邓洁任部长，隶属中央办公厅。所属各企业对外用“新中国经济建设公司”的名义，作为民营企业出现。资金来自人民银行、中央特别会计科，中直供给部以及各单位投资。1948年10月，“新中国经济建设公司”在石家庄市革新街正式挂牌（此后先后迁至天津、北京），总经理邓洁，副总经理陈永清、贺生祥。同时还成立了以朱德、任弼时、董必武、杨尚昆、薛暮桥、杨立三等人组成的经济建设工作指导委员会，监督指导经建工作，实际上是中央经济政策智囊团。
中共中央直属机关经济建设部（新中国经济建设公司）在中共中央办公厅的直接领导下，秘密开办了一系列企业。首先创建的是石家庄的“新中国烟厂”，主要设备及领导、技术骨干来自冀南区新华烟草公司，并从中共中央直属机关（简称中直机关）派来一批干部职工，1948年10月投产，《石家庄日报》头版为此作了《机器开动了》报道。该厂首先生产了“海燕”牌香烟，随后又生产了“金星”牌和“红旗”牌，产品首先满足中直机关需要，继而行销各地。“海燕”牌香烟作为中直机关专供品，定期运往西柏坡（1949年初中共中央迁至北平后改运往北平），中国人民政治协商会议第一届全体会议及中华人民共和国开国大典都以“海燕”牌香烟为专供品。该厂后来还为中国人民志愿军提供了大量卷烟和烟丝。在三年多的时间里，该厂累计总产量208.2万条，累计总产值608.3亿元，累计纳税182亿元，累计上缴利润7.25亿元。朱德三次到该厂视察。
新中国经济建设公司在创建新中国烟厂后，在一年多的时间里陆续在石家庄、北京、天津、大连、保定、沧县、西安等地创建32个单位。全体职工2248人，全年向国家纳税共合小米150多万公斤。新中国经济建设公司总公司迁至天津，下设机构有：
| 业务领导机构（4个） - 天津总公司办公室 - 天津总公司供销室 - 北京供销社 - 石家庄办事处 | 属于自力经济的工厂（6个） - 新中国烟草公司（设在石家庄） - 新中国农具机械厂（与华大农学院技术合作，设在石家庄） - 新中国石墨厂（设在石家庄） - 沧县新中国面粉厂 - 保定新中国面粉厂 - 天津新建织布厂 |

1950年，新中国经济建设公司在北京召开第一次代表会，朱德、杨尚昆到会指导，朱德题词“为新中国建设而奋斗”。但随着中华人民共和国成立后全国经济一盘棋的形势，机关生产这种经济成分已出现弊端。1952年3月，中央人民政府政务院颁布《关于统一处理机关生产的决定》，全国各机关的机关生产移交地方。中共中央直属机关经济建设部（新中国经济建设公司）就此撤销，所属的中央产业全部移交地方。新中国烟草公司也于1952年3月移交河北省工业厅，同年秋季与华北军区下属的利民烟厂合并，1953年又并入石家庄市企业公司下属的风行烟厂，归石家庄市地方工业局管辖，后演变为石家庄卷烟厂。

## 历任领导
中共中央直属机关经济建设部
部长
- 邓洁（1948年－？）

新中国经济建设公司
| 总经理 - 邓洁（1948年－？） | 副总经理 - 陈永清（1948年－？） - 贺生祥（1948年－？） |